# Makrobiotikus táplálkozás
A makrobiotikus táplálkozás egy olyan diéta , amely a zen buddhizmusból származó élelmiszertípusokra vonatkozó elképzeléseken alapul. A diéta megpróbálja egyensúlyba hozni az ételek feltételezett jin és jang elemeit. Az étrend fő alapelvei az állati eredetű termékek csökkentése, a helyben termesztett, szezonális élelmiszerek fogyasztása és a mértékletes étkezés.

## Etimológia
A makrobiotika a görög makro (hosszú) és biosz (élet) szavak összetételéből származik.

## Jellemzői
Először Hippokratész ókori görög orvos említi egy írásában, azoknak az embereknek az életmódjára használja ezt a kifejezést, akik tudják, mit kell ahhoz tenniük, hogy egészségesek és hosszú életűek legyenek. Kijelentette,
- "Az ember legfőbb gyógyszere és a betegségek elsődleges okozója a táplálék"[3] "Ha nem vagy kész változtatni az életeden, nem lehet segíteni rajtad"
- "Az ember étrendjének minden egyes alkotórésze hatással van a testére, és valamilyen módon megváltoztatja; az élet pedig ezeken a változásokon múlik."
- "Gyógyszered legyen az ételed!"

Az ősi japán és kínai kultúrákban a taoizmus, konfucianizmus is természetközeli életmódot hirdetett.
A makrobiotikus étrend a jin és jang elemek egyensúlyán alapszik. Az étrendünkben a természet rendjét és a harmóniát kellene követnünk. Táplálkozásunk minden egyes sejtünkre hatással van. Szervezetünk sejtjeinek állapota nagyrészt tőlünk, vagyis életmódunktól és táplálkozásunktól függ.
A mérsékelt égövön élő emberek ősi táplálékát a gabonafélék, a zöldségek, a hüvelyesek, a gyümölcsök és az olajos magvak adják. A makrobiotika a helyben termő, és az adott évszaknak megfelelő táplálékot részesíti előnyben. Alapvetően csak az organikus táplálékokat ajánlja.
Követői úgy hiszik, hogy az étel és annak minősége alapvetően képes befolyásolni  az egészséget, a jó testi és lelki közérzetet. Véleményük, hogy fogyasztásra legalkalmasabb ételek nyersek, vagy kevéssé feldolgozottak. Az eredeti makrobiotikus étrendben mindent teljesen nyersen ettek. Mivel ezt a mai embernek nehéz lenne megszokni, így a legtöbb étkezéskor a főtt, teljes értékű gabonafélék javasoltak ill. a párolt zöldségek fogyasztása, nem ajánlott viszont üvegházban nevelt zöldségeket vásárolni. Az ételeket nagyon alaposan megrágva kell elfogyasztani, ezáltal a tápcsatorna alsóbb szakaszaiban jobban megindítjuk a mozgást és nedvkiválasztást, vagyis az emésztést.
- Az étrend felépítése:
  - ajánlott: teljes értékű gabonafélék: barna rizs, búza, rozs, árpa, zab, köles, kukorica, hajdina (de egyik sem finomítva), bio eredetű zöldségek, gyümölcsök, hüvelyesek, olajos magvak
  - megengedett: szárnyasok, halak, szója és szójatermékek (pl. tofu), gomba, alga
  - nem ajánlott: kereskedelmi forgalomban kapható tej és tejtermékek, üdítők, finomított lisztből készült termékek, cukor, csokoládé, alkohol, kávé, erős fűszerek, vegyi anyagot ill. tartósítót tartalmazó ételek, mirelit áruk, távoli országokból (más éghajlatról) importált élelmiszerek.
- Az étrend összeállítása: (Összeállítása nagyon változó, függően az évszaktól, életkörülményektől, földrajzi helyzettől stb.)
  - Gabonafélék: 40–60%
  - Zöldségek: 25–30%
  - Bab és hüvelyesek: 5–10%
  - Gyümölcsök (szezonális, helyben termő)
  - Magvak, diófélék, halak (fehér húsúak) és a tenger gyümölcsei, mind csak kis mennyiségben
- Az étrend összeállítását befolyásoló tényezők:
  - a szezon
  - az éghajlat
  - az ember tevékenysége
  - nem, kor, egészségi állapot
  - az illető étrendjének múltja

## Ajánlott irodalom
- Esszénus Béke Evangélium első könyve